# 5775 Інуяма
5775 Інуяма (5775 Inuyama) — астероїд головного поясу, відкритий 29 вересня 1989 року.
Тіссеранів параметр щодо Юпітера — 3,379.